# Джеймс, Тиффани
Тиффани Доннама Джеймс (англ. Tiffany Donnama James; род. 9 октября 1997) — ямайская легкоатлетка, спринтерка, чемпионка мира среди юниоров в беге на 400 метров (2016).

## Биография
На чемпионате мира 2019 года спортсменка завоевала две награды в женской (бронза) и смешанной (серебро) эстафетах 4×400 метров.